# Hetav Tek
Hetav Tek (* 4. Dezember 1981 in Mahabad im Iran) ist eine deutsche Politikerin (CDU) und seit Juni 2023 Mitglied der Bremischen Bürgerschaft.

## Biografie

### Ausbildung, Beruf und Familie
Tek hat kurdische Wurzeln und kam als Flüchtling mit ihren Eltern nach Deutschland. Sie wuchs in Wuppertal auf. Von 2003 bis 2009 war sie als Kultur- und Sprachmittlerin beim Psychosozialen Zentrum für Flüchtlinge, PSZ Düsseldorf, tätig. Von 2009 bis 2011 nahm sie die Aufgabe der Bundesgeschäftsführerin beim Kurdischen Kinder- und Jugendverband in Wuppertal wahr. 2015/16 war sie Politische Geschäftsführerin beim Kurdistan Kultur- und Hilfsverein in Berlin und 2017/18 Mitarbeiterin im Textileinzelhandel in Berlin. Von 2018 bis zu ihrem Einzug in die Bürgerschaft 2023 war sie als Familienhelferin bei der Bremer Erziehungshilfe tätig.
Sie wohnt in Bremen-Gröpelingen und ist ledig.

### Politik
Tek ist Mitglied der CDU Bremen. 2020 wurde sie zur Beauftragten für soziale Integration und Chancengerechtigkeit der CDU Bremen gewählt.
Sie kandidierte für die CDU bei der Bürgerschaftswahl im Mai 2023 auf Listenplatz 20, erhielt 568 Personenstimmen und wurde damit zum Mitglied der 21. Bremischen Bürgerschaft gewählt.

### Weitere Mitgliedschaften
- Seit 1995 Mitglied im Kurdischen Kinder- und Jugendverband KOMCIWAN
- Seit 2003 Mitglied im Verband der Vereine aus Kurdistan in Deutschland – Komkar
- 2006–2010 Bundesvorsitzende des Kurdischen Kinder- und Jugendverbandes KOMCIWAN
- 2007–2023 Bundesvorsitzende djo – Deutsche Jugend in Europa, Bundesverband
- 2012–2022 Mitglied des deutsch-türkischen Fachausschusses der Jugendpolitischen Zusammenarbeit (BMFSFJ)
- Seit 2015 Integrationsbotschafterin des Deutschen Tischtennis-Bundes
- Seit 2017 Botschafterin für Demokratie und Toleranz gegen Rechtsextremismus (Bundeszentrale für politische Bildung)
- Seit 2019 Mitglied im Komkar Bremen
- Seit 2021 Stellvertretendes Mitglied im Aufsichtsrat des deutsch-griechischen Jugendwerkes
- Seit 2021 Mitglied in der Deutsch-Israelischen Gesellschaft Bremen
- Seit 2022 Stellvertretendes Mitglied im Beirat für Spätaussiedlerfragen (BMI)
- Seit 2012 Mitglied der deutsch-chinesischen Fachgespräche zur jugendpolitischen Zusammenarbeit (BMFSFJ)
- 2021/23 Stellvertretendes Mitglied im Bremer Rat für Integration[2]